# Vinaders
Vinaders ist eine Rotte in der Gemeinde Gries am Brenner in Tirol.

## Lage
Der Ort liegt am Eingang des Obernbergtals auf beiden Seiten des Seebachs auf einer Höhe von 1269 m ü. A.

## Geschichte
Vinaders ist älter als der Gemeindehauptort Gries, es wird erstmals im Jahr 1253 im Urbar des Hochstifts Brixen urkundlich erwähnt. Der Name ist ein Flurname, der meist zu lateinisch venator ‚Jäger‘ gestellt wird.
Die erste Siedlung wurde aber vermutlich schon in vorrömischer Zeit an dem seit jeher viel begangenen Weg über den Brenner gegründet, worauf der vermutlich vorrömische Name hindeutet. Im Mittelalter diente das Gebiet der Matreier Bevölkerung als Bergweide und unterstand dem Marktgericht Matrei.
Vinaders bildete ursprünglich ein Riegat, die kleinste Verwaltungseinheit, das 1811 mit den Riegaten Nösslach und Ritten zur Gemeinde Gries vereinigt wurde.

## Kultur und Sehenswürdigkeiten

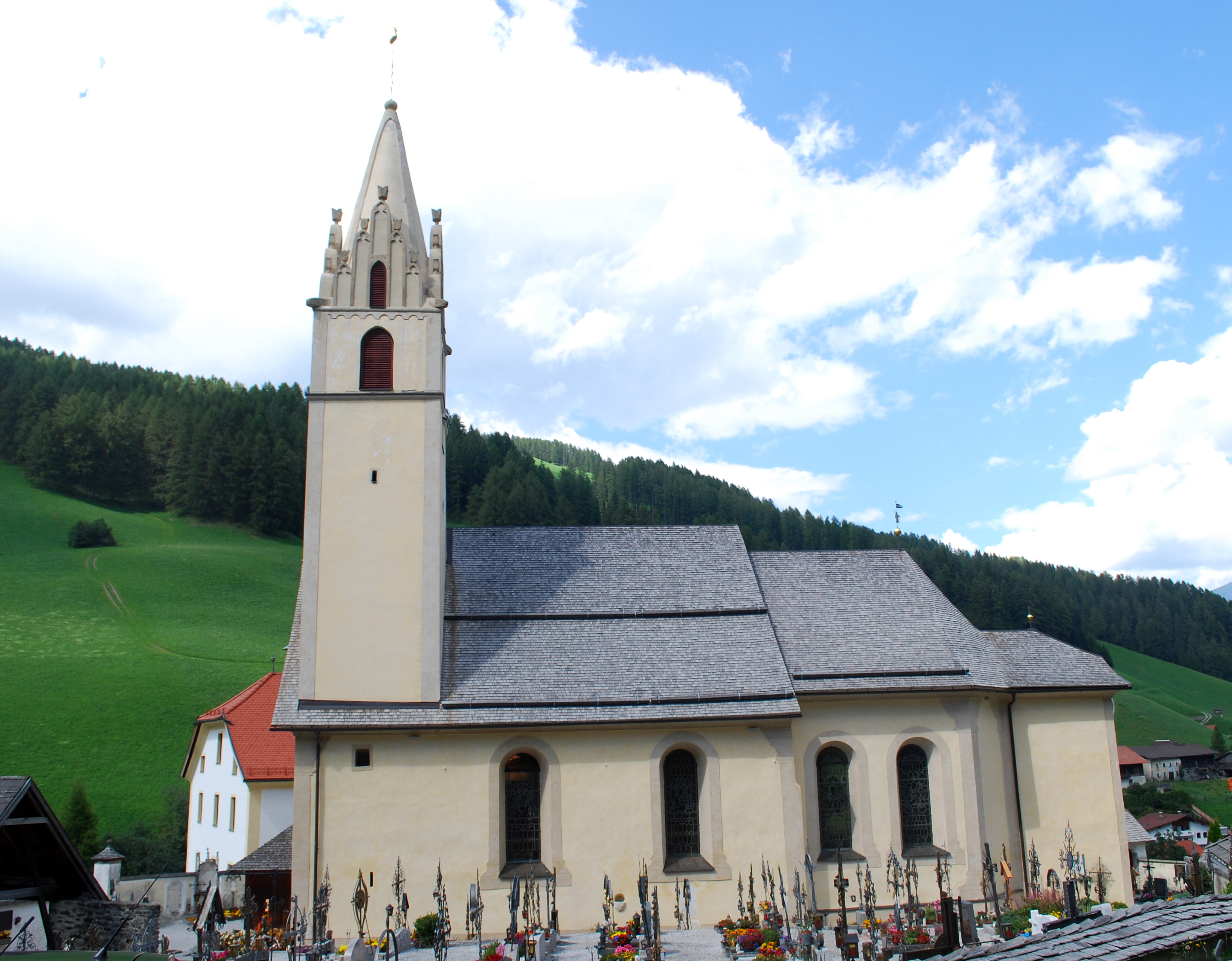
Pfarrkirche Vinaders

- Katholische Pfarrkirche Vinaders:  Die dem hl. Leonhard geweihte Kirche wurde vermutlich vor 1000 als Pilgerkirche für Romfahrer erbaut. Vinaders konnte als erster Ort im Wipptal von der Urpfarre Matrei am Brenner selbstständig werden, es wurde 1498 Kaplanei und um 1550 eine Kuratie, zu der die Orte im Wipptal von Stafflach bis zum Brennersee sowie im Obernbergtal gehörten.